# Малый Вязок (Саратовская область)
Малый Вязок — хутор в Новоузенском районе Саратовской области в составе сельского поселения Куриловское муниципальное образование.

## География
Находится на расстоянии примерно 34 километра по прямой на север от районного центра города Новоузенск.

## История
Официальная дата основания 1964 год.

## Население
Постоянное население составило 6 человек (83% казахи) в 2002 году, 3 в 2010.